# Sulisław (zm. 1241)
Sulisław (zm. 1241) – możnowładca małopolski żyjący w pierwszej połowie XIII wieku.
Wzmiankowany w dokumencie z 1238. Przez Długosza wymieniany jako brat wojewody krakowskiego Włodzimierza, po którego śmierci w bitwie pod Chmielnikiem Sulisław miał być postawionym na czele rycerstwa małopolskiego wysłanego na pomoc księciu Henrykowi Pobożnemu i zginąć w bitwie pod Legnicą.
Według starszej historiografii polskiej miał pochodzić z możnowładczego rodu małopolskiego Gryfitów, a jego synem miał być wojewoda krakowski i bliski współpracownik Bolesława Wstydliwego Klemens z Ruszczy. Jednak nowsze badania wiążą Sulisława i jego brata Włodzimierza z rodem Łabędziów.

## Literatura
- A. Małecki, Studya heraldyczne, t. II, Lwów 1890, s. 51-55.
- L. M. Wójcik, Ród Gryfitów do końca XIII wieku. Pochodzenie — genealogia — rozsiedlenie, "Historia" CVII, Wrocław 1993, s. 58-60.